# Медвежий (вулкан)
Медвежий - згаслий вулкан, розташований в однойменній кальдері в північній частині острова Ітуруп, що знаходиться під контролем Росії. Висота 1125 метрів. Усередині кальдери вулкана також розташовані конуси діючих вулканів Менший Брат (563 м), Кудрявий (991 м), що злилися основами.
Діаметр основи конуса згаслого вулкана дорівнює 8 км. Край його кратери зруйнований, на вершині є майданчик діаметром близько 750 м. На вершині розташовані два кратери: південний (діаметр - 200 м) і західний (100 м).